# Simpo
Simpo (BELEX: ) srpska je kompanija za proizvodnju i maloprodaju nameštaja čije se sedište nalazi u Vranju. 

## Istorija
Simpo je osnovan 1963. pod imenom Sima Pogačarević po lokalnom partizanskom borcu i narodnom heroju iz II svetskog rata. U prve četiri godine je bila neuspešna firma sve do 1967, kada na čelo firme dolazi Dragan Tomić. Od tada počinje period rasta i razvoja kompanije. Dragan Tomić je transformisao malu kompaniju sa 370 zaposlenih u jednu od najuspešnijih srpskih kompanija.
Kompanija je 2013. godine imala dug od oko 5 milijardi dinara. Dragan Tomić, tada generalni direktor kompanije, rekao je da će sav dug biti vraćen nakon privatizacije.

## Spoljašnje veze
- Simpo - Zvanični sajt
- Simpo Kanada Архивирано на веб-сајту  (4. децембар 2008) - Simpova prodavnica u Njumarketu, Ontario, Kanada